# Grands bureaux de l'usine Henricot n°2
Pour les articles homonymes, voir Henricot.
Les Grands bureaux de l'usine Henricot no 2 sont un édifice de style Art déco situé sur le territoire de la commune belge de Court-Saint-Étienne en Brabant wallon.
Ils hébergeaient la direction des usines Émile Henricot, fleuron de l'industrie sidérurgique belge au XIXe siècle.

## Localisation
L'édifice se situe rue Belotte, le long de la ligne de chemin de fer qui traverse Court-Saint-Étienne.
Cette rue présente un alignement de témoins du passé des usines Émile Henricot, comprenant du sud au nord le Foyer populaire (1913), le « Dispensaire des Usines » (1922), la « Conciergerie » (1908), les « Grands bureaux » (1926) et le Parc à Mitrailles (1951).

## Historique
Les « Grands bureaux », construits en 1926 par l'architecte Armand Delalieux (1881-1950),, sont un des vestiges de l'usine Henricot no 2 avec la « Conciergerie » construite en 1908 et le « Parc à Mitrailles » construit en 1951,.
Les « Grands bureaux », qui abritaient les services administratifs des usines, sont actuellement occupés par une école, le CEFA (Centre d'Éducation et de Formation en Alternance).

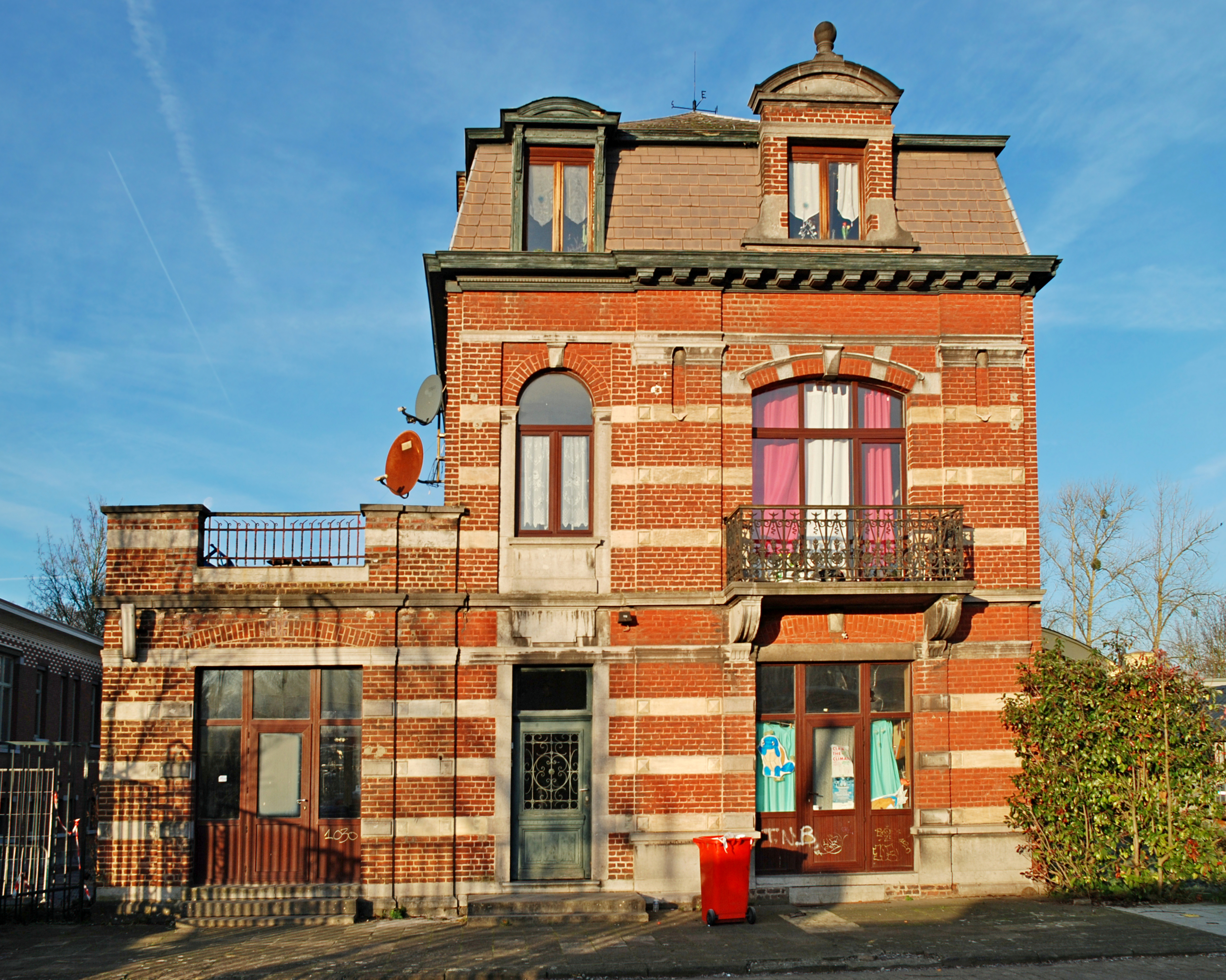
La « Conciergerie » (1908).
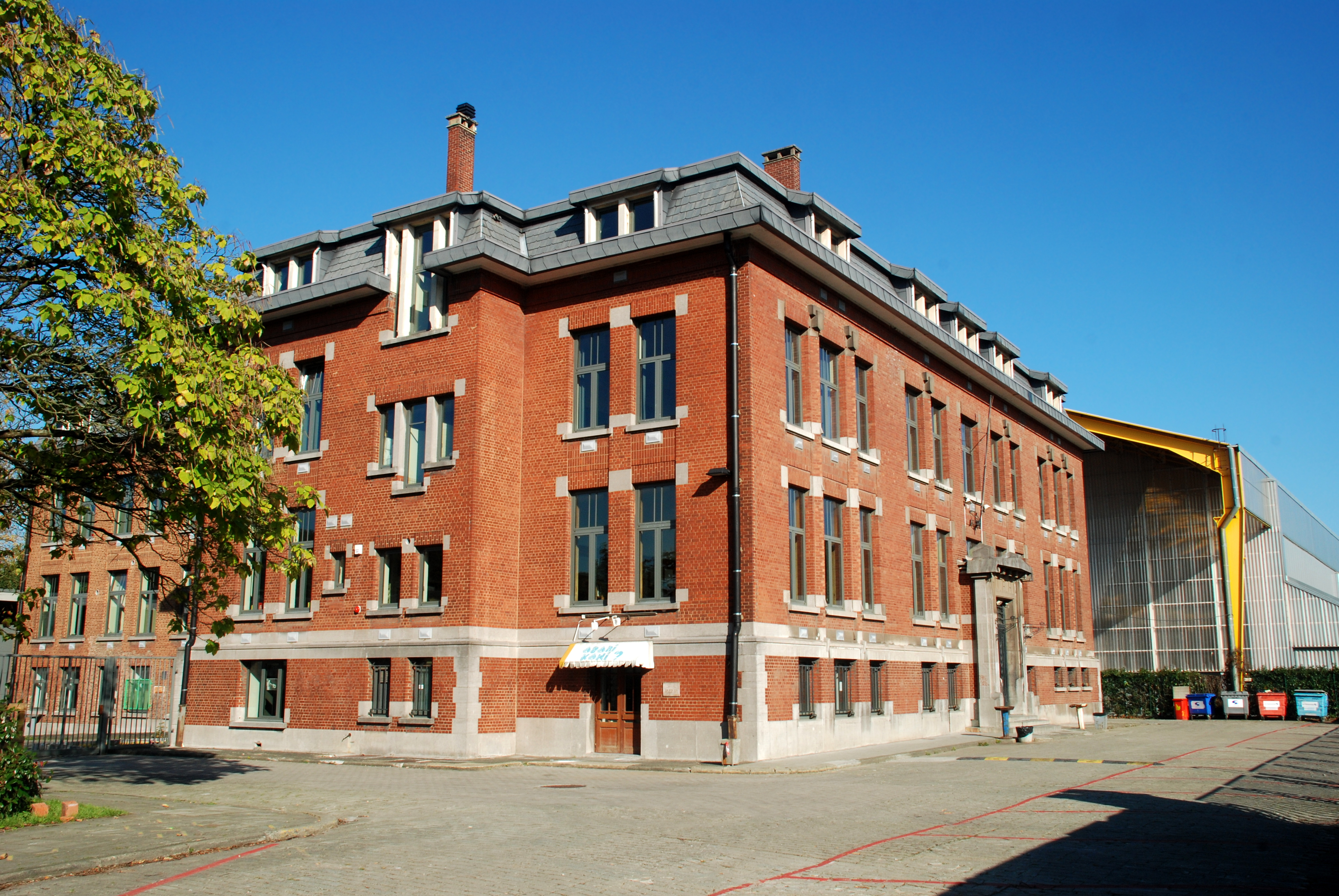
Les « Grands bureaux » (1926) et le « Parc à Mitrailles » (1951).

## Architecture

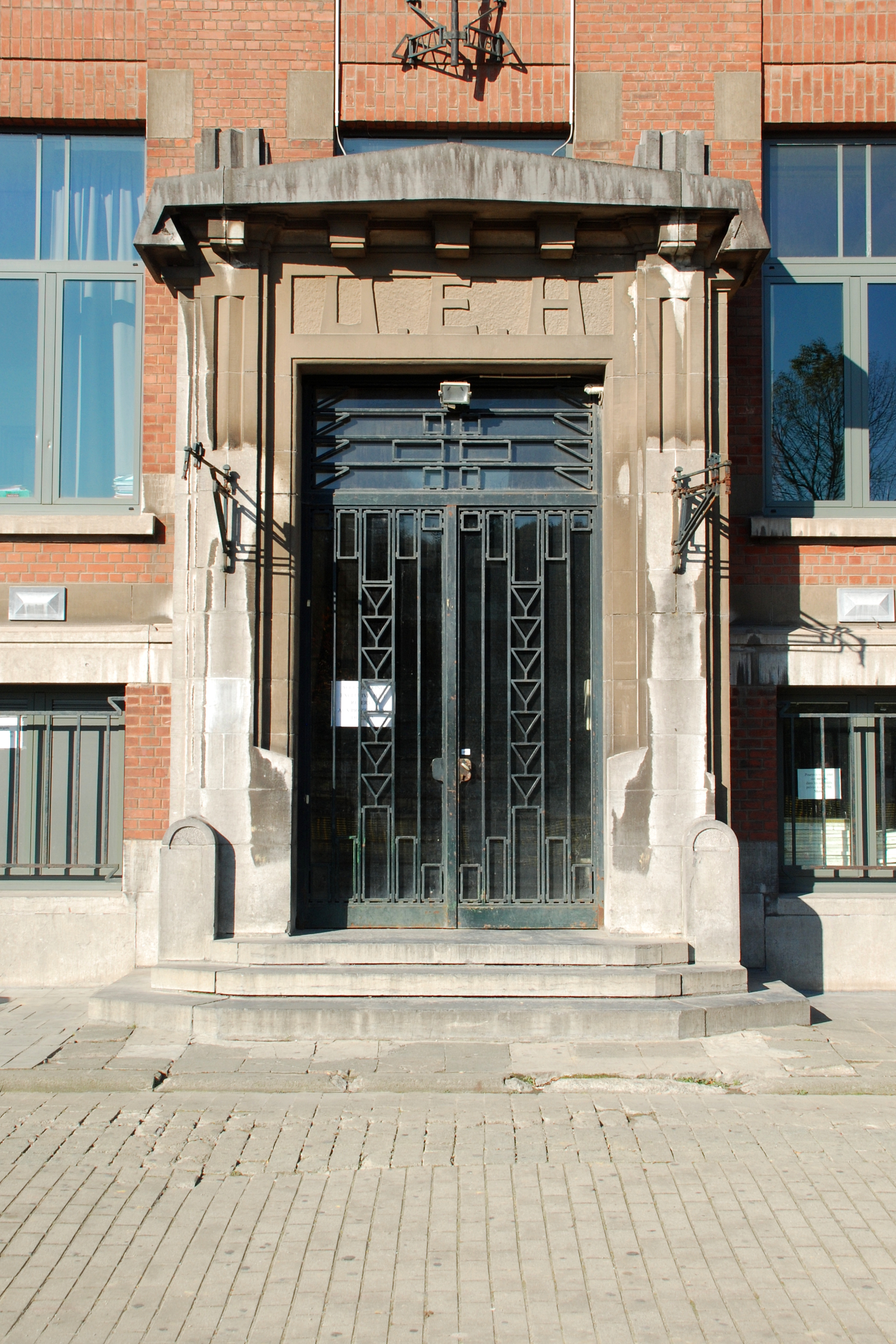
Le portail Art déco.

Les Grands bureaux sont édifiés en briques rouges et en pierre calcaire.
La pierre calcaire est utilisée pour l'encadrement du portail, les soubassements, les appuis de fenêtres et divers ornements.
Les Grands bureaux présentent à l'est une vaste façade symétrique composée de onze travées, groupées par deux de part et d'autre du portail et par trois aux extrémités.
Le centre de la composition est occupé par un beau portail de style Art déco. Précédé de trois marches, ce portail présente un bel encadrement de pierre, un tympan frappé des lettres « U.E.H » (initiales de l'appellation « Usines Émile Henricot ») et un fronton triangulaire supporté par une variante monumentale des pendentifs néo-classiques appelés « gouttes ». Le portail abrite une porte vitrée protégée par une grille en fer forgé ornée de motifs géométriques en forme de rectangles de taille croissante et de triangles sur pointe.
La façade est rythmée horizontalement par un bandeau de pierre et verticalement par des pilastres en brique de section triangulaire agrémentés d'ornements en pierre à leur base et à leur sommet, ainsi qu'à hauteur de la base et du sommet des fenêtres.
Le motif de pilastres de section triangulaire est repris dans les piédroits du portail ainsi que dans leur prolongement au-dessus du fronton.
À l'intérieur, un atrium Art déco constitue le point d'orgue de l'immeuble.

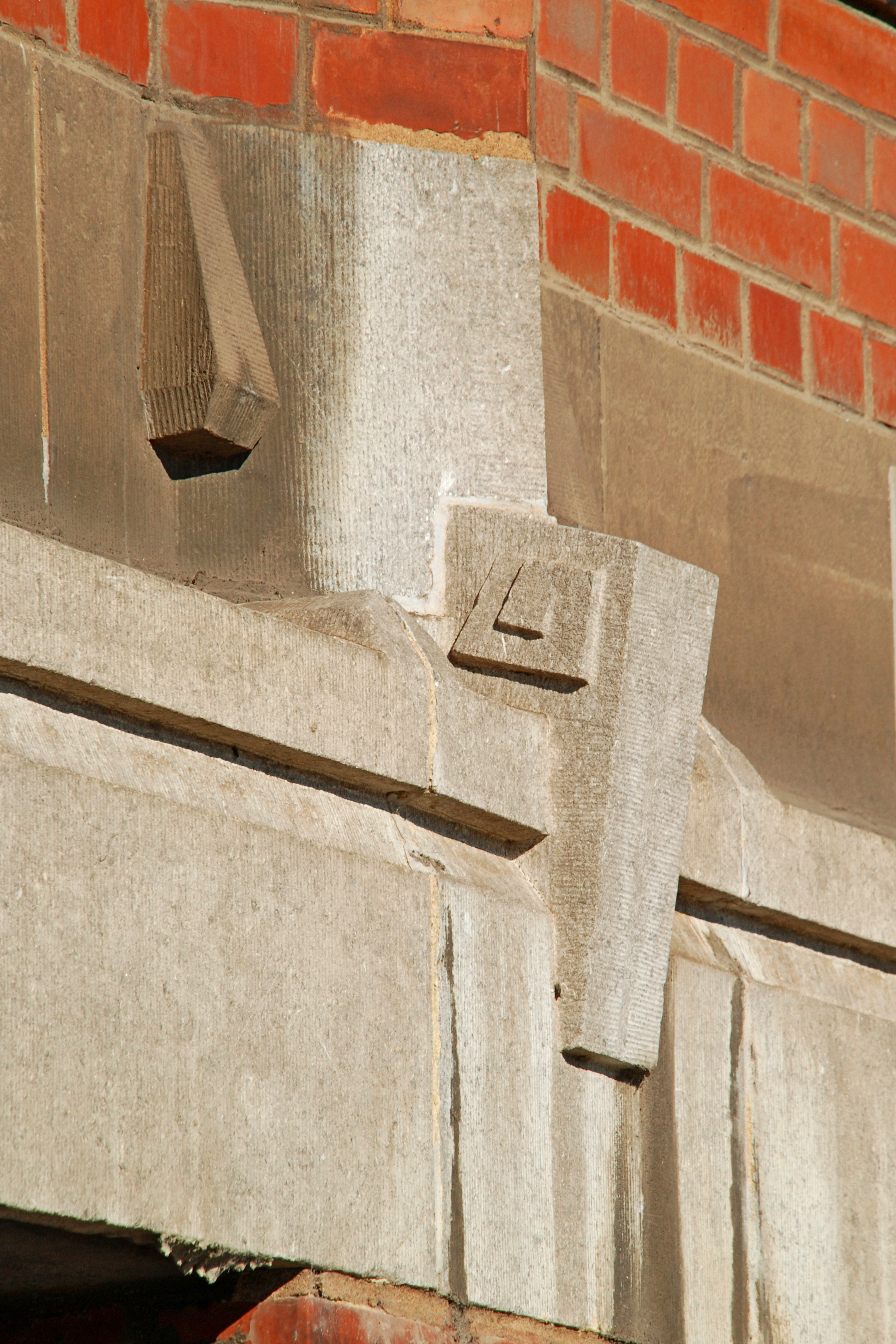
Base de pilastre.
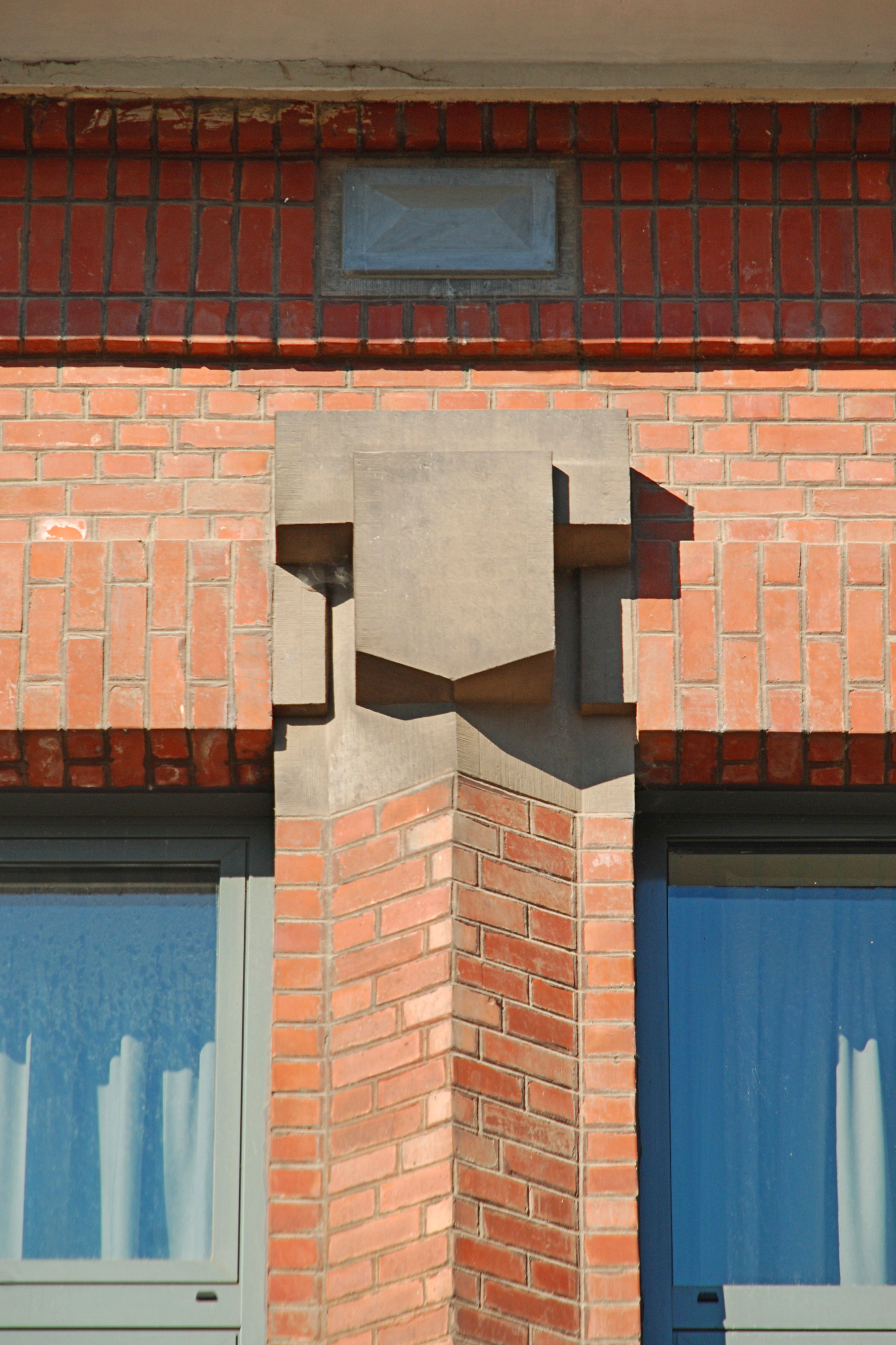
Tête de pilastre.
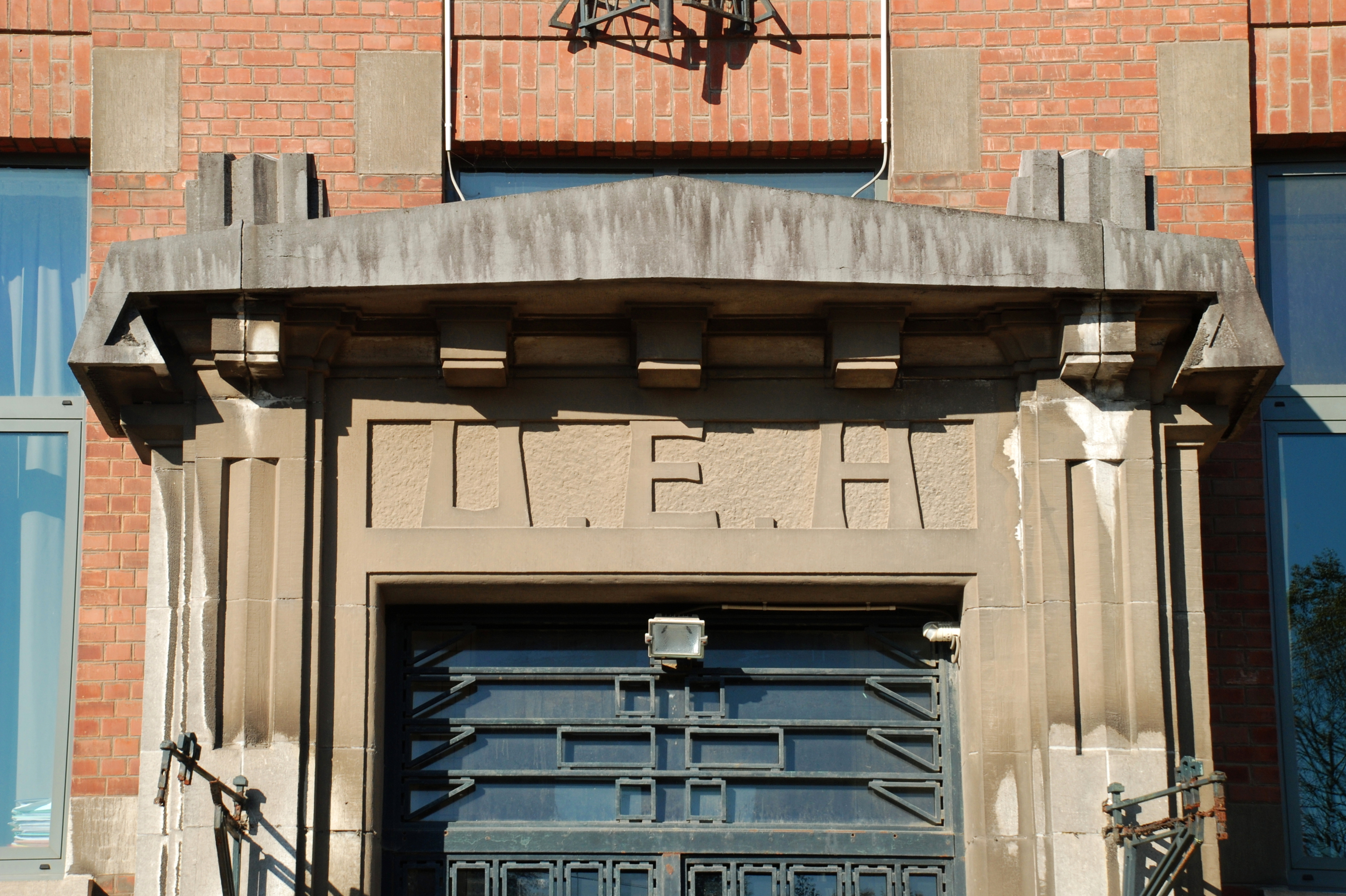
Le tympan du portail frappé des lettres « U.E.H » (« Usines Émile Henricot »).
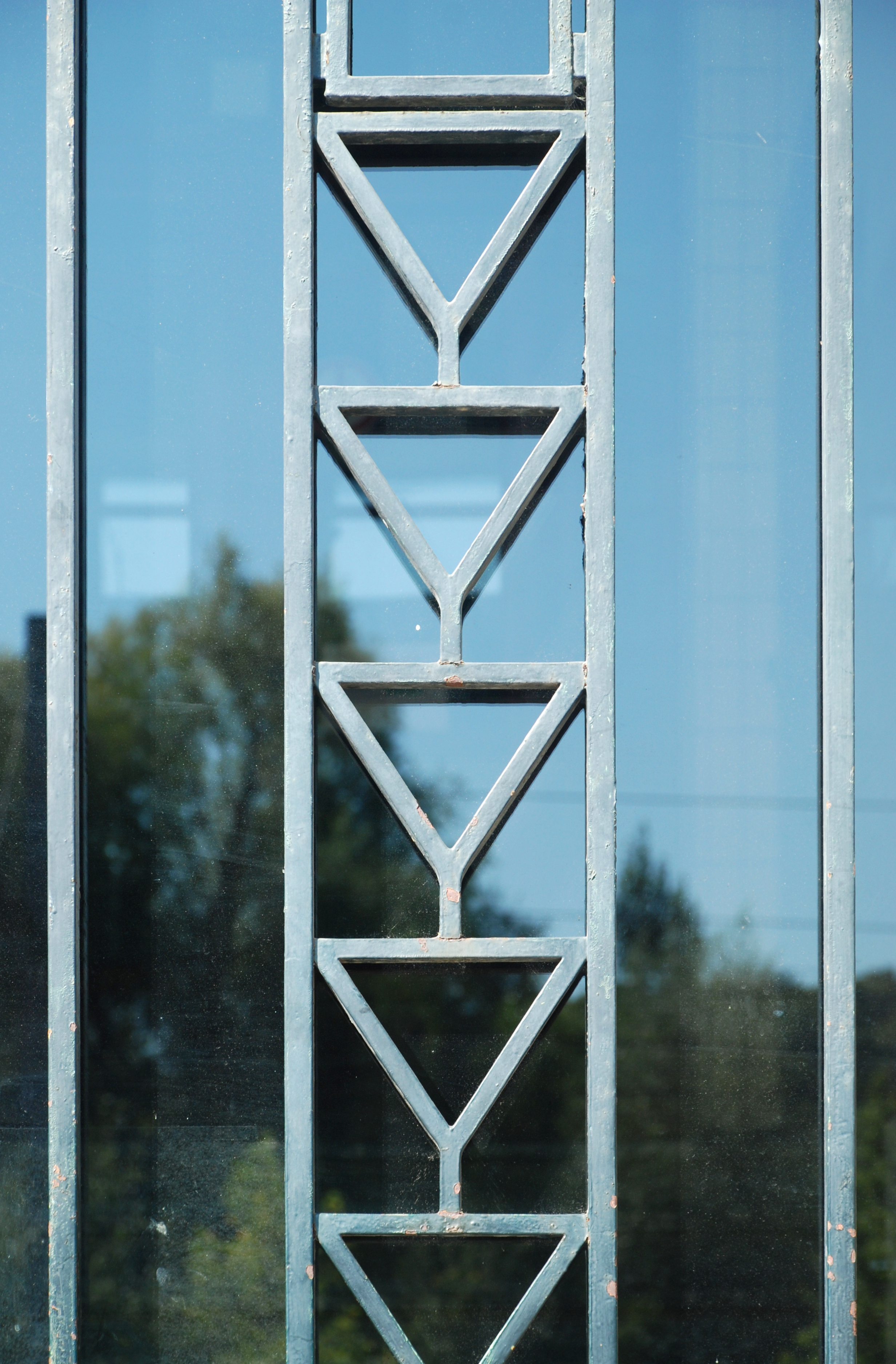
Fers forgés du portail.

## Stèle Paul Henricot

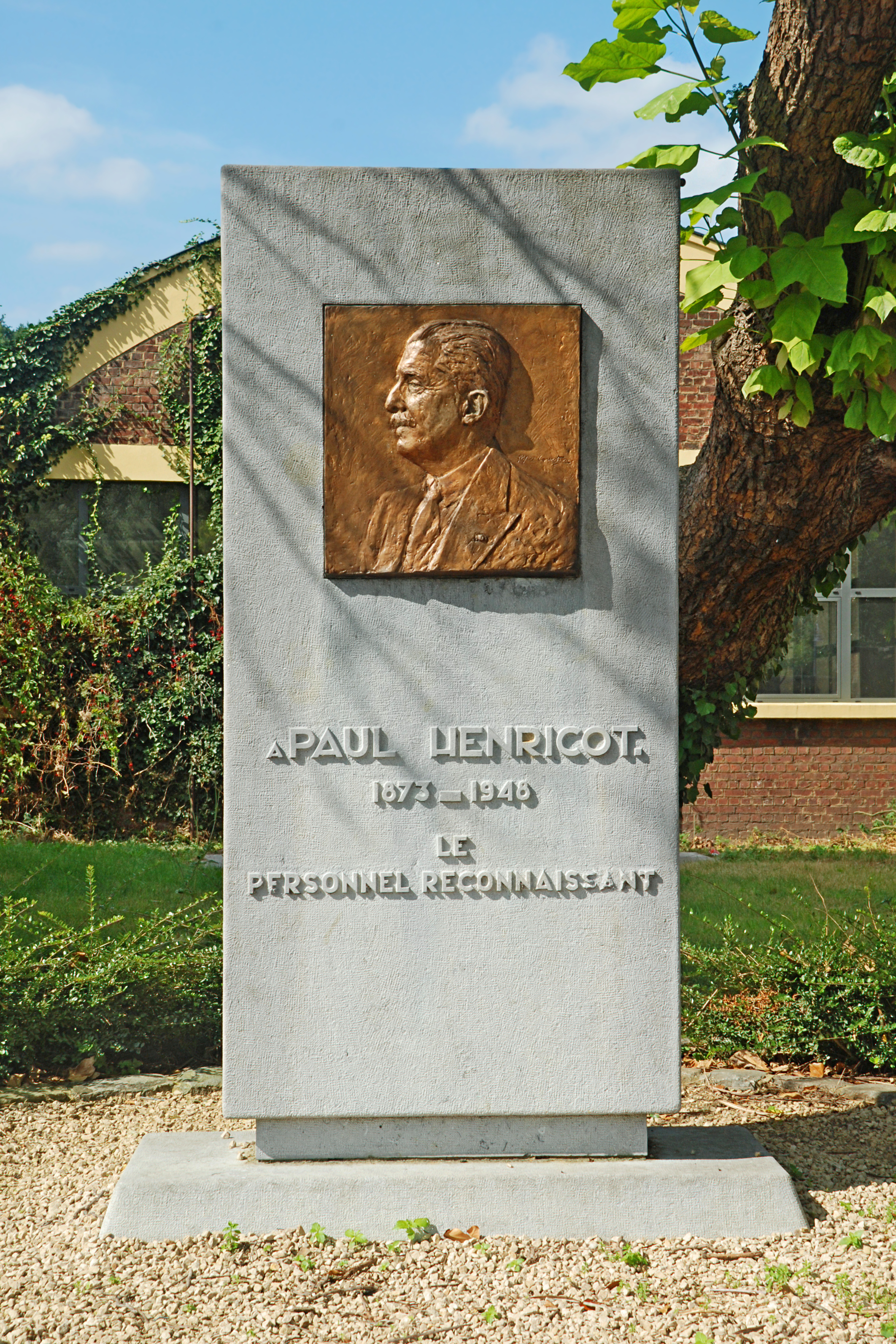
Stèle Paul Henricot (1948).

À droite de l'ancienne conciergerie des Usines Henricot, un monument est dédié à Paul Henricot, (1873-1948), fils d'Émile Henricot, qui a fondé les Usines du même nom,.
Il s'agit d'une stèle réalisée en 1948 entre la « Conciergerie » construite en 1908 et les « Grands Bureaux » de 1926, prenant la forme d'une pierre bleue rectangulaire le profil gauche en buste du second directeur des Usines Émile Henricot, réalisé en bas-relief dans un cartouche de bronze doré signé Alfred Courtens (1889-1967),,,.
Sur la stèle en pierre bleue est gravé un hommage du personnel de l'entreprise, qui a tenu à honorer le disparu comme son père en 1911 :

A Paul Henricot

1873-1948

Le Personnel Reconnaissant
Devenue très peu visible, notamment à cause de la végétation, la stèle a été restaurée en 2008, avec l'aide de l'association le « Patrimoine stéphanois », qui a financé 30 % du coût des travaux ,,. Le bourgmestre a remercié « cette association unique, pour ses moyens humains, mais aussi financiers, engagés afin de faire connaître le Patrimoine stéphanois ».

Le buste de Paul Henricot réalisé par Alfred Courtens
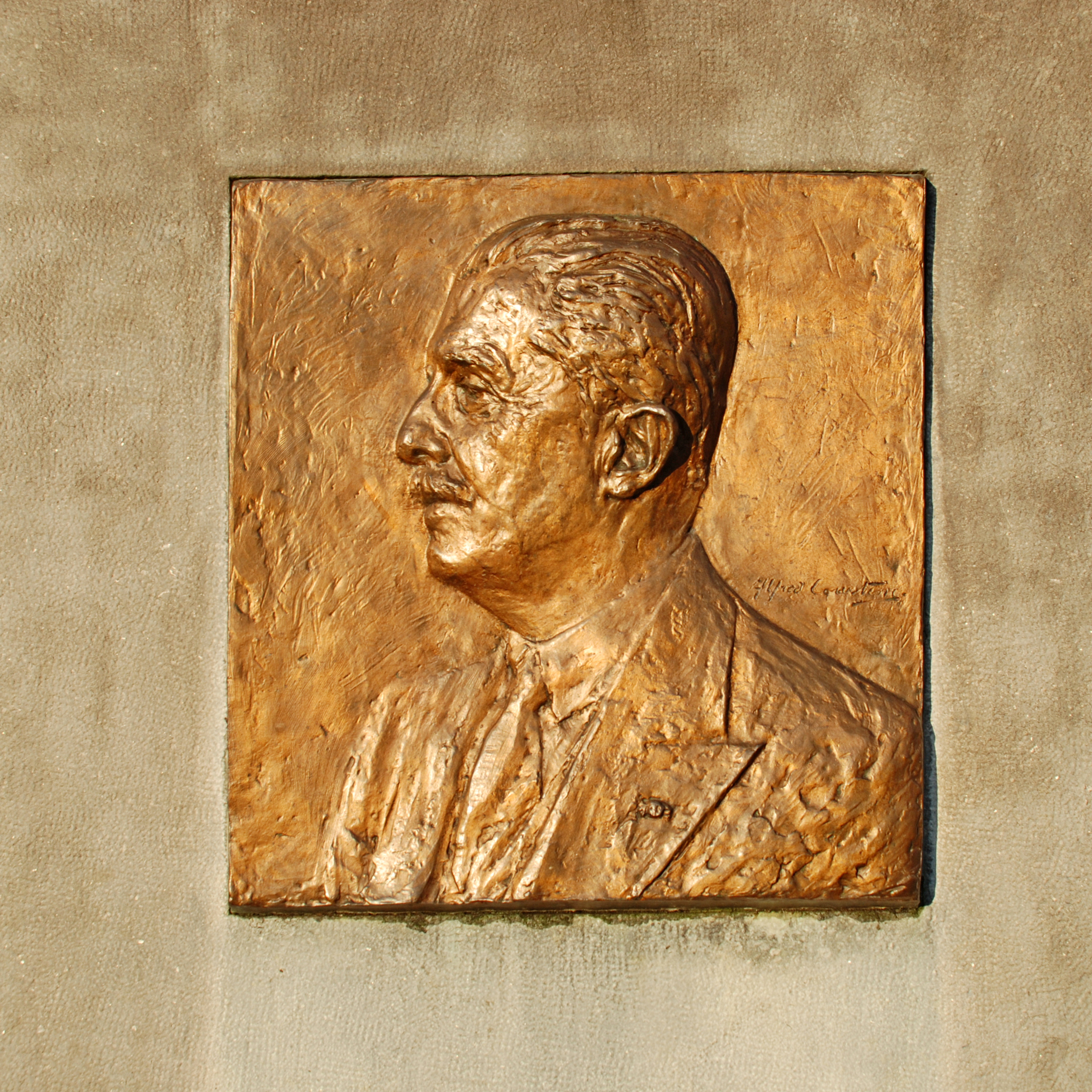
Buste de Paul Henricot.
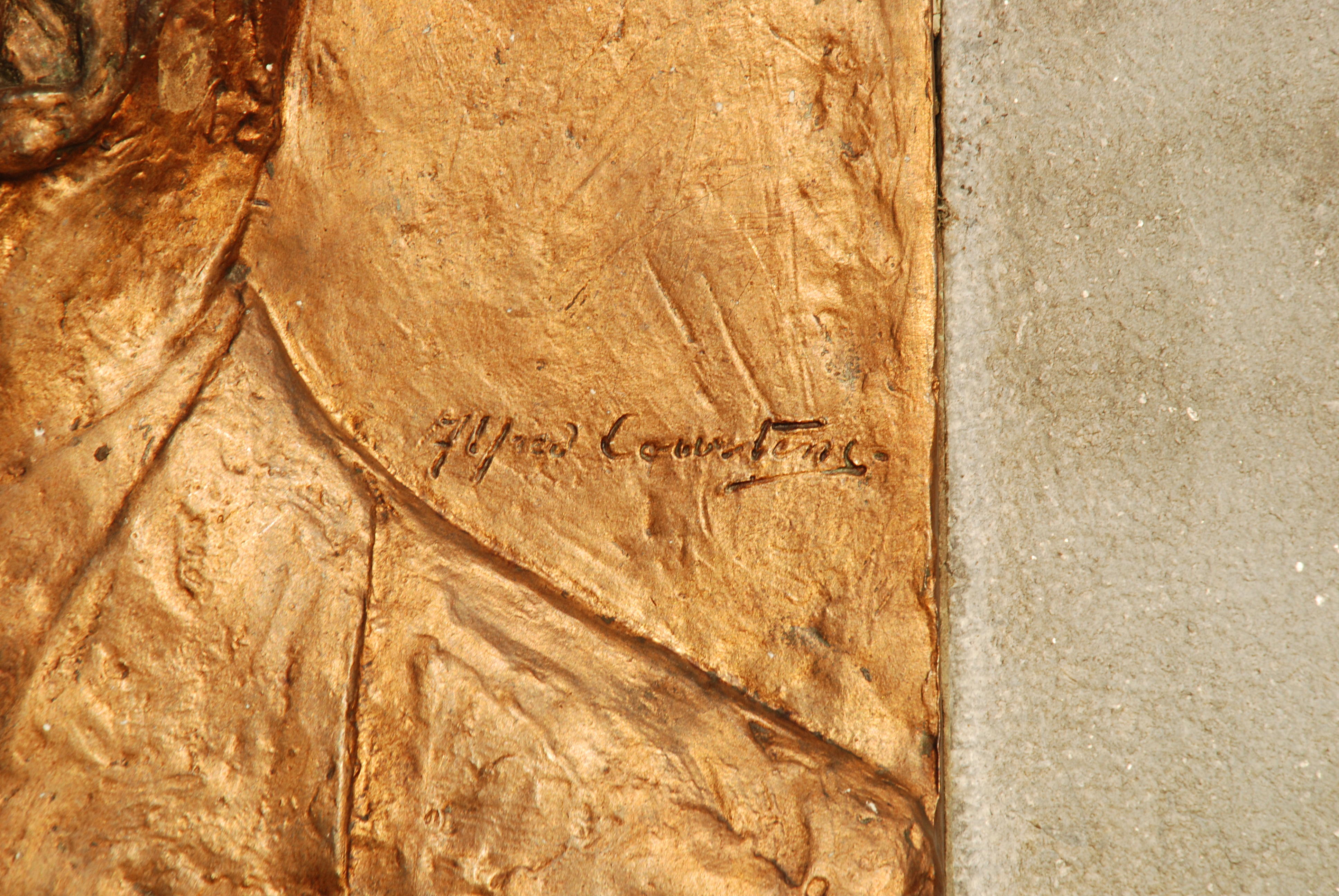
Signature d'Alfred Courtens.